# Crosbylonia
Crosbylonia borealis es una especie de araña araneomorfa de la familia Linyphiidae. Es el único miembro del género monotípico Crosbylonia.

## Distribución
Es un endemismo de Rusia asiática. 